# Anaidinae
Anaidinae  (лат.) — подсемейство навозных жуков семейства гибосориды. Длина 2,0—14,0 мм, окраска коричневая, чёрная или красновато-коричневая. Усики 10-члениковые с булавой из 3 сегментов. Нижнечелюстные и нижнегубные щупики состоят из 4 члеников. Формула лапок 5—5—5. Брюшко с 5—6 стернитами и 8 функционирующими дыхальцами. Взрослые питаются, прежде всего, экскрементами и падалью, некоторые разновидности питаются грибами. Большинство видов летят на свет. Личинки обнаружены под корой и в мёртвом растительном материале.

## Распространение
Неотропика. Ископаемые представители найдены в меловых отложениях Забакайлья и в янтаре Доминиканской Республики.

## Систематика
Включает 7 родов (один ископаемый) и около 60 видов (два ископаемых).
- Anaides Westwood, 1845 — Центральная и Южная Америка (13 видов).
  - †Anaides howdeni Ocampo, 2006 — Миоцен (янтарь), Доминиканская Республика
- Callosides Howden, 1971 — Колумбия, Эквадор (3 вида)
  - Callosides bartolozzii Paulian & Cambefort, 1995 — Эквадор
  - Callosides campbelli Howden, 1971 — Колумбия
  - Callosides genieri Howden, 2001 — Эквадор
- Chaetodus Westwood, 1845 — Центральная и Южная Америка (более 30 видов)
- Cryptogenius Westwood, 1845 — (2 вида)[2]
  - Cryptogenius fryi Arrow, 1909 — Аргентина, Бразилия
  - Cryptogenius miersianus Westwood, 1846 — Коста-Рика, Панама, Колумбия, Эквадор
- Hybochaetodus Arrow, 1909 — Южная Америка
  - Hybochaetodus flaco Ocampo, 2002 — Перу
  - Hybochaetodus obscurus Arrow, 1909 —  Перу
- Totoia Ocampo, 2003 — Колумбия, Коста-Рика, Никарагуа, Панама (3 вида)[3]
  - Totoia brachycarina Ocampo, 2003 — Коста-Рика, Никарагуа, Панама
  - Totoia magnifica Ocampo, 2006 — Панама
  - Totoia splendida Ocampo, 2003  — Колумбия, Панама
- †Protanaides Nikolajev, 2010 — Забайкалье[4]
  - †Protanaides sibiricus Nikolajev, 2010